# Rangitukia
Rangitukia est une petite localité située dans le nord-est de l'île du Nord de la Nouvelle-Zélande.

## Situation
Elle est localisée à 10 kilomètres au sud d'East Cape, tout près de l’embouchure du fleuve Waiapu.

## Installations
Dans la ville de Rangitukia, les deux principaux marae sont dénommés Hinepare et Ohinewaiapu.
St John's Church est localisé juste au niveau de la route de ‘Hinepare Marae’.

## Histoire
Au cimetière de Urupa, les tombes notables comprennent celles de Canon Hone Kaa (en) et celle de l’ex All Black d’origine Maori George Nepia.
Rangitukia est le lieu de la fondation de l’iwi des Ngāti Porou.
Il est dit que le waka de Maui est resté accroché au sommet de Mont Hikurangi.
La renommée de Rangitukia est basée sur la beauté de l’embouchure du fleuve Waiapu Awa.